# Elodes marginata
Elodes marginata là một loài bọ cánh cứng trong họ Scirtidae. Loài này được Fabricius miêu tả khoa học năm 1798.